# Прибрежне (Калінінградська область)
Прибрежне (рос. Прибрежное) — селище Гур'євського району, Калінінградської області Росії. Входить до складу Низовського сільського поселення.
Населення —  444 особи (2015 рік).

## Населення
| 2002 | 2010 |
| ---- | ---- |
| 314  | ↗444 |